# Ophiorrhiza densiflora
Ophiorrhiza densiflora är en måreväxtart som beskrevs av Theodoric Valeton. Ophiorrhiza densiflora ingår i släktet Ophiorrhiza och familjen måreväxter.
Artens utbredningsområde är Java. Inga underarter finns listade i Catalogue of Life.